# 八潮市消防本部
八潮市消防本部（やしおししょうぼうほんぶ）は、埼玉県八潮市に置かれていた消防部局（消防本部）。管轄区域は八潮市全域。消防広域化のため、2016年（平成28年）4月1日に草加八潮消防組合が設置した消防本部（草加八潮消防局）に業務を移管し廃止された。

## 概要

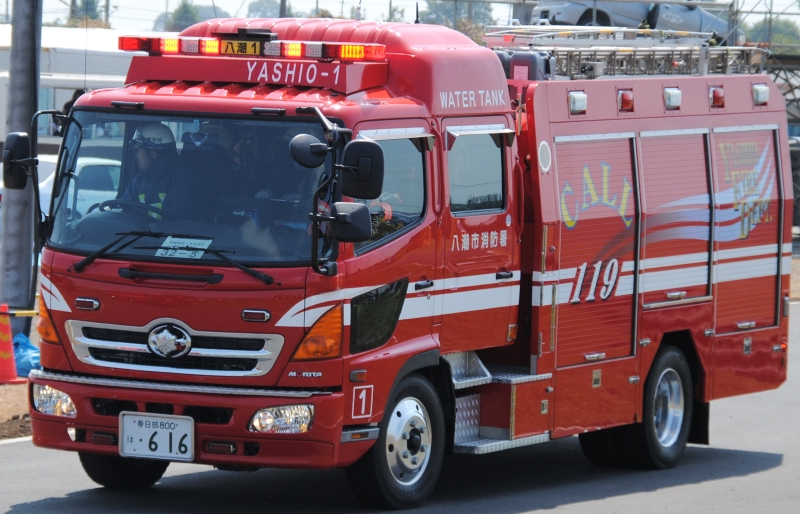
ポンプ車

- 主力機械（2015年4月1日現在）[1]
  - 普通消防ポンプ自動車：2
  - 水槽付消防ポンプ自動車：1
  - はしご付消防自動車：1
  - 化学消防自動車：1
  - 救急自動車：3
  - 救助工作車：1
  - 指揮車：1
  - 査察広報車：2
  - 資機材搬送車：1
  - 連絡車：1
  - ボートトレーラー：1
  - その他：4

- ポンプ車

## 沿革
- 1956年9月28日　潮止村、八条村、八幡村合併により、八潮村を設置（1964年10月1日町制施行）
- 1956年10月2日　八潮消防団発足[1]
- 1970年4月1日　八潮町消防本部設置[1]
- 1970年5月1日　八潮町消防署設置[1]
- 1970年5月25日　八潮市上馬場13番地（当時の地番）に消防本部及び署庁舎完成[1]
- 1970年6月24日　消防用超短波無線局開局[1]
- 1971年12月20日　草加八潮化学工業団地において爆発火災発生[1]
- 1972年1月15日　市制施行に伴い、八潮町消防本部及び八潮町消防署を八潮市消防本部及び八潮市消防署に、八潮消防団を八潮市消防団にそれぞれ改称[1]
- 1973年3月12日　化学火災に対処するため、III型化学消防ポンプ自動車を配置[1]
- 1979年10月1日　大瀬出張所を八潮市大瀬1422番地に設置[1]
- 1985年10月1日　特別救助隊発足[1]
- 1986年1月31日　救助工作車配置[1]
- 2009年7月1日　消防本部・消防署庁舎を中央1-2-4から現在地に移転
- 2012年4月1日　大瀬出張所を廃止し、消防署に統合[1]
- 2015年10月7日　草加八潮消防局への移行に先駆け、八潮市消防本部庁舎に設置した新消防指令センターの運用を開始し、八潮・草加の両市からの119番通報を一括受信[2]
- 2016年3月31日　消防本部及び消防署廃止（八潮市消防団は存置[3][4]）
- 2016年4月1日　草加八潮消防局業務開始（消防事務の共同処理開始）

## 組織
- 本部 - 総務課、予防課、警防課、指令課
- 消防署 - 警防係、救急係、消防係 - 第1中隊、第2中隊、

## 消防署

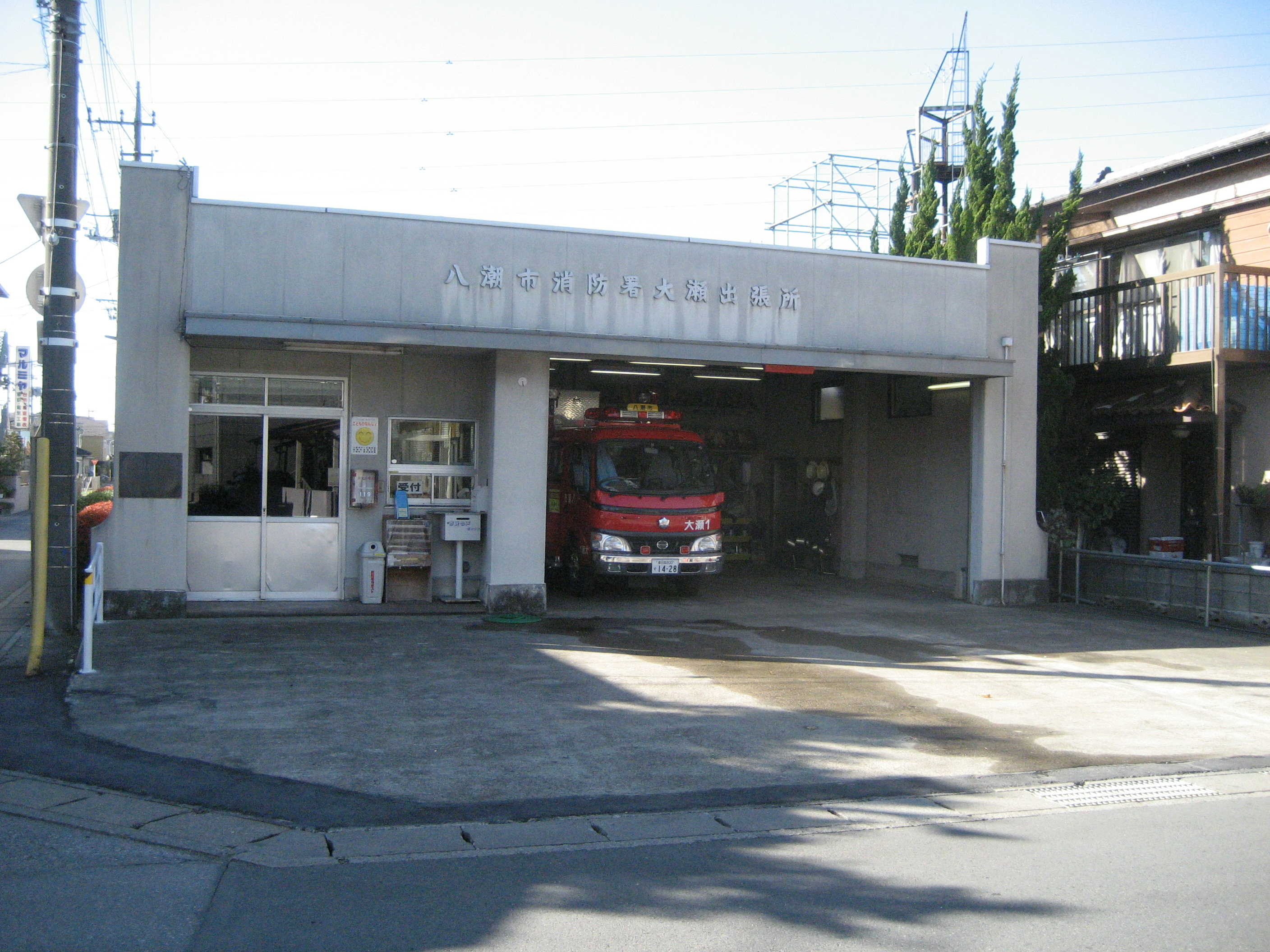
旧大瀬出張所

| 消防署       | 住所             |
| ------------ | ---------------- |
| 八潮市消防署 | 大字鶴ケ曽根1185 |

## 不祥事
- 2020年7月27日 - 八潮消防署の男性消防士（23歳）と3人の男性消防士が、2019年11月2日、さいたま市大宮区のカラオケ店の個室内で酒に酔った少女（10代）に集団で性的暴行を加えた。犯行の被害に遭った少女が知人とともに大宮駅東口交番を訪れ、被害届を提出。防犯カメラの映像などから消防士らを特定した。2020年7月27日、大宮警察署は4人を準強制性交の疑いで逮捕した[5]。